# (2949) Kaverznev
(2949) Kaverznev est un astéroïde de la ceinture principale.

## Description
(2949) Kaverznev est un astéroïde de la ceinture principale. Il fut découvert le 9 août 1970 à Naoutchnyï par l'Observatoire d'astrophysique de Crimée. Il présente une orbite caractérisée par un demi-grand axe de 2,19 UA, une excentricité de 0,14 et une inclinaison de 4,9° par rapport à l'écliptique.

## Compléments